# O sällhet stor (musikalbum)
O sällhet stor utkom 1968 och är ett musikalbum med den kristna sångaren Artur Erikson. Skivan är delvis inspelad live. 

## Låtlista

### Sida 1
1. O sällhet stor
2. Det enda
3. Min Frälsares kors
4. Så helt förlåter Gud
5. En sådd är vårt liv
6. Jeus kär gå ej förbi mig

### Sida 2
1. De komma från öst och väst
2. Jag ska gå på gator av guld
3. Istället för gator av guld
4. Om vita kläder skulle alla be
5. När invid korset jag böjde mig
6. Din jaspismur
7. Kom låt oss förenas här